# 北勢中央公園口站

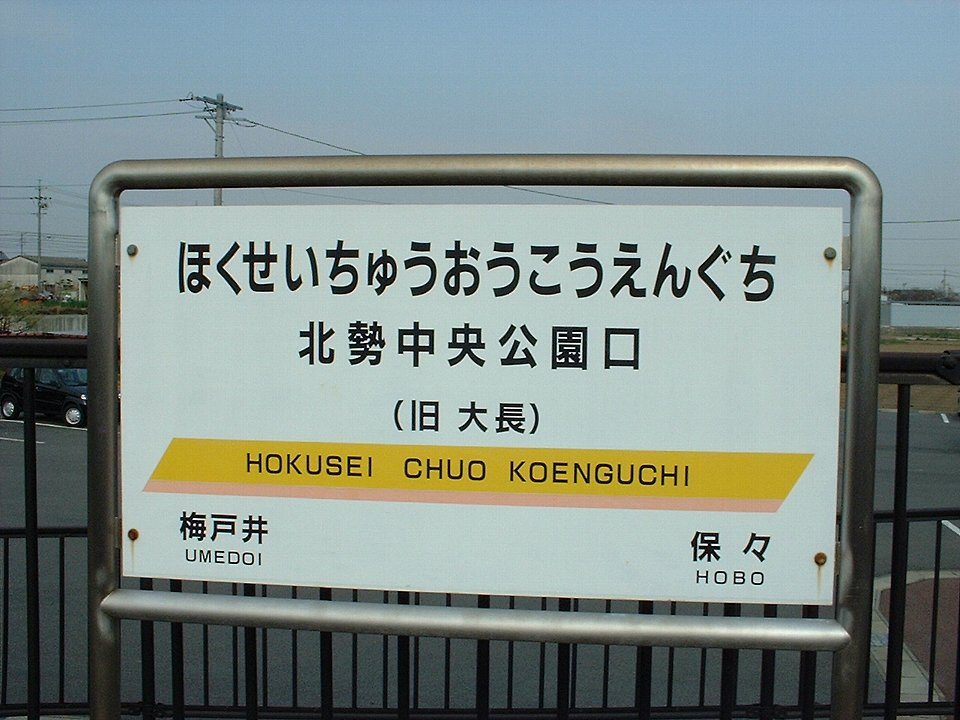
站名標識

北勢中央公園口站（日语：／ Hokusei Chūō Kōen-guchi eki */?）位於三重縣四日市市市場町，是三岐鐵道三岐線上的車站，為第4次中部車站百選認定的鐵路車站。考慮到本站原名“大長站”，站名標識帶有舊 大長的字樣。

## 歷史
- 1931年（昭和6年）7月23日 - 大長站啟用[1]。
- 1997年（平成9年）4月1日 - 車站向富田站方向移動約100m，并更名為北勢中央公園口站[1]。

## 車站構造
為單式1面1線的地面車站。

## 使用情況
根據“三重縣統計書”，1日平均上車人次如下：
| 年度   | 一日平均 上車人次 |
| ------ | ----------------- |
| 1997年 | 306               |
| 1998年 | 322               |
| 1999年 | 321               |
| 2000年 | 315               |
| 2001年 | 327               |
| 2002年 | 298               |
| 2003年 | 333               |
| 2004年 | 370               |
| 2005年 | 365               |
| 2006年 | 378               |
| 2007年 | 400               |
| 2008年 | 434               |
| 2009年 | 355               |
| 2010年 | 352               |
| 2011年 | 330               |
| 2012年 | 345               |
| 2013年 | 350               |
| 2014年 | 329               |
| 2015年 | 332               |
| 2016年 | 343               |
| 2017年 | 349               |

## 車站周邊
- 縣營北勢中央公園（從本站步行約20分鐘）
- 高見台（住宅地）

## 相鄰車站
三岐鐵道
三岐線
保保－北勢中央公園口－梅戶井

## 脚注
1. 1 2 3  曽根悟（監修）. 朝日新聞出版分冊百科編集部（編集） , 编. . 週刊朝日百科. 26号 長良川鉄道・明知鉄道・樽見鉄道・三岐鉄道・伊勢鉄道. 朝日新聞出版. 2011-09-18: 24-25.